# Lago Lovenborg
El lago Lovenborg, a veces Löwenborg o Lowenborg es un lago ubicado en la parte chilena de la isla Grande de Tierra del Fuego, entre el lago Deseado y el canal Beagle, cerca de la frontera internacional. 
El lago recibe las aguas de las laderas sur del cordón de montaña que separa su cuenca de la cuenca del Lago Deseado. Su emisario es el río Rojas.: 631 
Su nombre proviene del entonces cónsul de Suecia en Chile "Löwenborg" que apoyó la expedición que dejó constancia del lago en los anales de la historia.

## Historia
La zona fue explorada en 1907 por una expedición de Carl Skottsberg y Albert Pagels.